# Паметник на загиналите за Родината
Паметникът на загиналите за Родината в Якоруда е издигнат в памет на якорудчаните, паднали в борбите за  България.

## Местоположение
Паметникът се намира на централния градски площад.

## История
Открит е по време на мандата на кмета на Якоруда Исмаил Реджеп Цикалов (ноември 2003 – октомври 2007). На площада пред мемориала се провеждат чествания.

## Описание
Паметникът представлява мемориална стена, на която са монтирани седем черни мраморни плочи с имената на загиналите за родината якорудчани. Те се въвеждат смислово с Вазовия стих „Българийо, за тебе те умряха“ (отляво).
Под надписа е първата плоча, на която пише: „Якоруда е освободена от османска власт на 7.10.1912 г. от 27 Чепински полк от 2-ра Тракийска дивизуя, командвана от ген. Стилян Ковачев“. Следват плочите с имената на загиналите. Върху първата от тези плочи пише: „1876 – 1903 г. Стоян Нед. Табаков, Стойко Ботушанов – Маджере, Христо Лазаров, Иван М. Барусов, Атанас Асьов, Иван Дзирвапанов, Агапия Рабанов, Юрдан Марин, Петър Рашков, Михаил Евров, Георги Цолев, Петър Шаламанов“. На следващите две плочи са изброени имената на загиналите в Балканските войни (1912 – 1913), Първата (1915 – 1918) и Втората световна война (1944 – 1945). В десния край на мемориалната стена е поставена скулптура на венец от мрамор край който е издълбано: „Признателните потомци“. Встрани е поставена артилерийска гаубица.